# Tetsuo Hamuro
Tetsuo Hamuro (japonès: 葉室鐵夫)  (Fukuoka, 7 de setembre de 1917 - Takaishi, 30 d'octubre de 2005) fou un nedador japonès, especialista en proves de braça, que va competir durant la dècada de 1930.
El 1936 va prendre part en els Jocs Olímpics d'Estiu de Berlín, on guanyà la medalla d'or en la prova dels 200 metres braça del programa de natació.
Entre 1935 i 1940 no va perdre cap cursa i guanyà deu títols nacionals de braça. El 1935 va establir el rècord del món dels 200 metres braça. Després de la Segona Guerra Mundial va treballar pel diari Mainichi com a periodista esportiu. El 1990 fou incorporat a l'International Swimming Hall of Fame.